# Brigitte Helm
Brigitte Helm, pseudonimo di Brigitte Eva Gisela Schittenhelm (Berlino, 17 marzo 1908 – Ascona, 11 giugno 1996), è stata un'attrice tedesca.
Icona del cinema muto tedesco, è stata resa celebre nel 1927 dal film Metropolis diretto da Fritz Lang, nel quale interpreta la doppia parte di Maria e della donna robot. Ha interpretato una decina di film muti e 16 sonori, impersonando quasi sempre personaggi di femme fatale.

## Biografia
Brigitte Helm debuttò a 17 anni nel film Metropolis (1927) di Fritz Lang: il regista la notò negli studi della produzione UFA dove la ragazza lavorava come segretaria dopo aver conseguito il diploma. Nel capolavoro di Lang, Brigitte Helm interpretò il doppio ruolo della candida Maria e della perfida ed erotica donna-robot senz'anima. Il successo ottenuto con il film di Lang la portò a firmare un contratto con la UFA, che le fece interpretare il film pacifista di Karl Grune Am Rande der Welt, pellicola che verrà in seguito pesantemente modificata dalla casa di produzione, spingendo il regista stesso a prendere le distanze dalla propria opera.
Dopo questi film d'esordio, la casa di produzione tedesca tentò di trasformare la Helm in una star internazionale affidandole ruoli di femme fatale, come nei successivi La nave dei sette peccati (1928), per la regia di Jacob e Luise Fleck, e Che scandalo quella donnina! (1929), diretto da Erich Waschneck. Con il successivo film Alraune, la figlia del male (1930), diretto da Richard Oswald, tornò a rivestire i ruoli della donna generata da un esperimento, che esercita un potere distruttivo ed erotico, in una pellicola dai toni espressionisti, ruolo che riprenderà nel 1932 nella versione sonora del film. Nel 1930 avrebbe dovuto interpretare anche il personaggio di Lola ne L'angelo azzurro di Josef von Sternberg, parte che invece andò a Marlene Dietrich dopo che la Helm decise di non interpretare il film.
Georg Wilhelm Pabst la volle al suo fianco ne Il giglio nelle tenebre (1927) e nei successivi Crisi (1928), in cui le affidò la parte di una donna sposata inquieta, e quello della misteriosa regina Antinea nel film Atlantide (1932). Mentre nel 1929 aveva lavorato per il francese Marcel L'Herbier nel film Il denaro, liberamente tratto dal romanzo omonimo di Émile Zola. Nel 1933 incise anche un singolo discografico, pubblicato dalla Odeon in formato 78 giri, intitolato Fidèle/Prenez garde, Messieurs assieme a Eric Harden e la sua Orchestre de Danse.
Con l'avvento del sonoro le sue apparizioni cinematografiche iniziarono a diradarsi. L'attrice lasciò le scene nel 1936, sciolto il contratto con l'UFA, dopo aver interpretato una trentina di film, ultimo dei quali fu Il marito ideale (1935) diretto da Herbert Selpin, adattamento del romanzo omonimo di Oscar Wilde scritto da Thea von Harbou, in aperto dissenso con il regime nazista. La Helm si era infatti sposata con Hugo von Kuenheim, un industriale di origine ebraica, con il quale decise di trasferirsi prima a Monaco di Baviera e poi in Svizzera, dove nacquero i loro 4 figli.
Dopo il suo ritiro dalle scene, si concesse solamente in pochissime occasioni in film in cui comparve nel ruolo di sé stessa, rifiutando sempre di rilasciare interviste sulla propria carriera cinematografica e respingendo tutte le proposte che le venivano offerte, compresa quella, che le avrebbe permesso di lavorare a Hollywood, di interpretare il ruolo principale ne La moglie di Frankenstein.
Morì novantenne nel 1996 ad Ascona, in Svizzera, a causa di un collasso cardiocircolatorio.

## Filmografia
- Metropolis, regia di Fritz Lang (1927)
- Am Rande der Welt, regia di Karl Grune (1927)
- Il giglio nelle tenebre (Die Liebe der Jeanne Ney), regia di Georg Wilhelm Pabst (1927)
- La mandragora (Alraune), regia di Henrik Galeen (1928)
- La nave dei sette peccati (Die Yacht der sieben Sünden), regia di Jacob e Luise Fleck (1928)
- Crisi (Abwege), regia di Georg Wilhelm Pabst (1928)
- L'imperatrice perduta (Geheimnisse des Orients), regia di Alexandre Volkoff (1928)
- Il denaro (L'argent), regia di Marcel L'Herbier (1928)
- Che scandalo quella donnina! (Scandal in Baden-Baden), regia di Erich Waschneck (1929)
- Nina Petrowna (Die Wunderbare luge der Nina Petrowna), regia di Hanns Schwarz (1929)
- Manolescu (Manolescu - Der König der Hochstapler), regia di Viktor Tourjansky (1929)
- Rund um die Liebe, regia di Oskar Kalbus - documentario (1929)
- Alraune, la figlia del male (Alraune), regia di Richard Oswald (1930)
- Die singende Stadt, regia di Carmine Gallone (1930)
- Spionaggio eroico (Im Geheimdienst), regia di Gustav Ucicky (1931)
- Il fascino dello spazio (Gloria) regia di Hans Behrendt (1931)
- Capriccio di femmina (The Blue Danube), regia di Herbert Wilcox (1932)
- La contessa di Montecristo (Die Gräfin von Monte-Christo), regia di Karl Hartl (1932)
- L'Atlantide (Die Herrin von Atlantis), regia di Georg Wilhelm Pabst (1932)
- Senza madre (Eine von uns), regia di Johannes Meyer (1932)
- Hochzeitsreise zu dritt, regia di Erich Schmidt e Joe May (1932)
- Voyage de noces, regia di Germain Fried, Joe May ed Erich Schmidt (1933)
- Il corridore di maratona (Der Läufer von Marathon), regia di Ewald André Dupont (1933)
- Spione am Werk, regia di Gerhard Lamprecht (1933)
- La stella di Valenzia (L'Étoile de Valencia), regia di Serge de Poligny (1933)
- Addio giorni felici (Die schönen Tage von Aranjuez), regia di Johannes Meyer (1933)
- Adieu les beaux jours, regia di André Beucler e Johannes Meyer (1933)
- Inge und die Millionen, regia di Erich Engel (1933)
- Oro (Gold), regia di Karl Hartl (1934)
- Vers l'abîme, regia di Hans Steinhoff e Serge Veber (1934)
- Die Insel, regia di Hans Steinhoff (1934)
- Il principe Voronzeff (Fürst Woronzeff), regia di Arthur Robison (1934)
- Il marito ideale (Ein idealer gatte), regia di Herbert Selpin (1935)
- Le dee dell'amore (The Love Goddesses), regia di Saul J. Turell - documentario (1965)
- Wie im Traum, regia di Egon Haase - cortometraggio (1978)

## Discografia

### Singoli
- 1933 - Fidèle/Prenez garde, Messieurs (con Eric Harden et son Orchestre de Danse)

## Doppiatrici italiane
- Andreina Pagnani ne La contessa di Montecristo, L'Atlantide
- Marcella Rovena in Alraune, la figlia del male
- Tina Lattanzi in Addio giorni felici